# Općina Kavadarci
Općina Kavadarci (makedonski: Општина Кавадарци) je jedna od 80 općina Sjeverne Makedonije koja se prostire na jugu Sjeverne Makedonije. 
Upravno sjedište ove općine je grad Kavadarci.

## Zemljopisne osobine
Općina Kavadarci nalazi se zapadno od rijeke Vardar, sjeverni dio općine je ravničarski, pripada Tikveškoj kotlini. Južni i zapadni dio općine je brdovit s planinama; Kožuv, Kozjak i Mariovo.
Općina Kavadarci graniči s Grčkom na jugu, s općinom Rosoman na sjeveru, s općinom Negotino na sjevero istoku, s općinom Demir Kapija na istoku, s općinom Gevgelija na jugo istoku, s općinom Prilep na zapadu, te s općinom Čaška na sjevero zapadu.
Ukupna površina Općine Kavadarci  je 992,44   km².

## Stanovništvo
Općina Kavadarci  ima 38 741 stanovnika. Po popisu stanovnika iz 2002. nacionalni sastav stanovnika u općini bio je sljedeći; .

## Naselja u Općini Kavadarci
Ukupni broj naselja u općini je 40, od toga 39 imaju status sela a jedno grada Kavadarci.

## Pogledajte i ovo
- Kavadarci
- Sjeverna Makedonija
- Općine Sjeverne Makedonije

## Vanjske poveznice
- Službene stranice Općine Kavadarci  Arhivirana inačica izvorne stranice od 28. studenoga 2021. (Wayback Machine)
- Općina Kavadarci na stranicama Discover Macedonia